# Municipio de Nueva Palmira
Nueva Palmira es uno de los municipios del departamento de Colonia, Uruguay. Su cabecera es la ciudad homónima.

## Ubicación
El municipio se encuentra situado en la zona noroeste del departamento de Colonia, limitando al norte con el departamento de Soriano, al sur con el municipio de Carmelo, y al oeste con el río Uruguay.

## Características
El municipio de Nueva Palmira fue creado a través de la Ley Nº 18653 del 15 de marzo de 2010, y forma parte del departamento de Colonia. Comprende el distrito electoral NIB de ese departamento.

## Autoridades

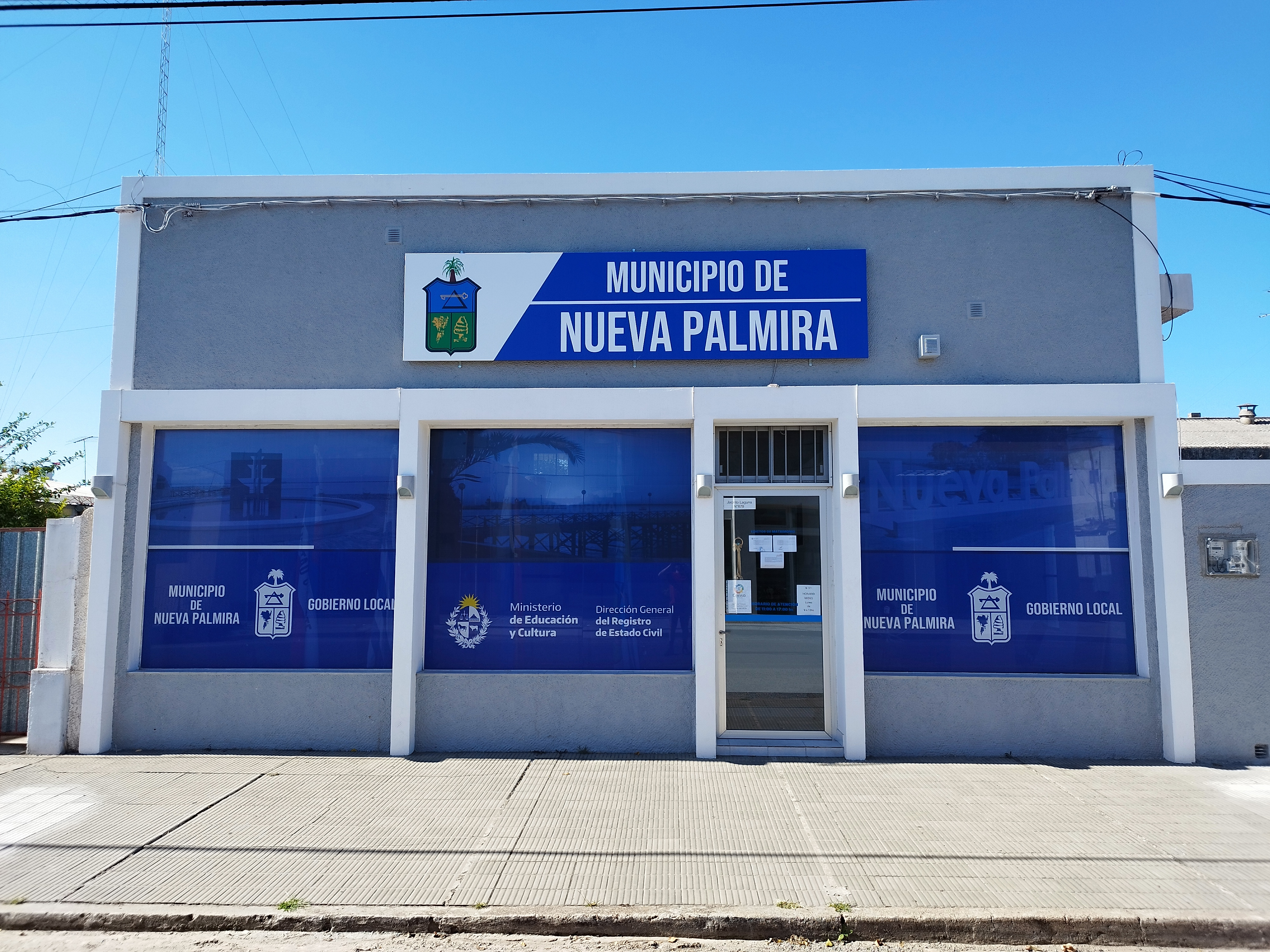
Edificio del Municipio de Nueva Palmira en 2023.

La autoridad del municipio es el Concejo Municipal, compuesto por el Alcalde y cuatro Concejales.
| Nº | Alcalde          | Partido             | Inicio del mandato      | Fin del mandato         | Observaciones     | Concejales                                                                    |
| -- | ---------------- | ------------------- | ----------------------- | ----------------------- | ----------------- | ----------------------------------------------------------------------------- |
| 1  | Andrés Passarino | Partido Nacional PN | 13 de julio de 2010     | julio de 2015           | Alcalde elegido   |                                                                               |
| 2  | Andrés Passarino | Partido Nacional PN | julio de 2015           | 26 de noviembre de 2020 | Alcalde reelegido | Raúl Gaona (PN) Arturo Aguirre (PN) Hebert Márquez (FA) Victoria Márquez (FA) |
| 3  | Agustín Callero  | Partido Nacional PN | 27 de noviembre de 2020 | 2025                    | Alcalde elegido   | Raúl Gaona (PN) Leda Bentacourt (PN) Fabio Aguirre (PN) Antonio Cosati (FA)   |